# Zbrodnie i wykroczenia
Zbrodnie i wykroczenia (ang. Crimes and Misdemeanors) – amerykański film kryminalny z 1989 roku w reżyserii Woody’ego Allena. Zdjęcia kręcono w Nowym Jorku.

## Główne role
- Martin Landau – Judah Rosenthal
- Claire Bloom – Miriam Rosenthal
- Stephanie Roth Haberle – Sharon Rosenthal
- Gregg Edelman – Chris
- Anjelica Huston – Dolores Paley
- Woody Allen – Cliff Stern
- Jenny Nichols – Jenny
- Joanna Gleason – Wendy Stern
- Alan Alda – Lester
- Sam Waterston – Ben
- Mia Farrow – Halley Reed

i inni

## Opis fabuły
Film opowiada dwie historie, które się łączą. Bohaterem pierwszej jest Judah Rosenthal – szanowany okulista. Mimo że ma żonę, jest w związku z Dolores. Postanawia się jej pozbyć. Druga historia dotyczy Cliffa Sterna – fajtłapowatego reżysera. Chce zrobić film o profesorze filozofii, ale zostaje zmuszony do zrobienia dokumentu o swoim znienawidzonym szwagrze. Próbuje zainteresować swoją osobą producentkę Halley, mimo że ma żonę.

## Nagrody i nominacje
Oscary za rok 1989
- Najlepsza reżyseria – Woody Allen (nominacja)
- Najlepszy scenariusz oryginalny – Woody Allen (nominacja)
- Najlepszy aktor drugoplanowy – Martin Landau (nominacja)

Złote Globy 1989
- Najlepszy dramat (nominacja)

Nagrody BAFTA 1990
- Najlepszy film – Robert Greenhut, Woody Allen (nominacja)
- Najlepsza reżyseria – Woody Allen (nominacja)
- Najlepszy scenariusz oryginalny – Woody Allen (nominacja)
- Najlepszy montaż – Susan E. Morse (nominacja)
- Najlepszy aktor drugoplanowy – Alan Alda (nominacja)
- Najlepsza aktorka drugoplanowa – Anjelica Huston (nominacja)